# Zygaena viciae
Zygaena viciae је врста инсекта из реда лептира (Lepidoptera), који припада породици Zygaenidae.

## Опис
Овај ноћни лептир као и цела породица Zygaenidae активан је искључиво дању. Предња крила црна са пет црвених флека, док су доња црвена са црним рубом.Распон крила ове врсте је од 22-32мм.

## Распрострањење и станиште
Насељава јужну и средњу Европу, а на истоку преко Русије до Бајкалског језера. У Србији је распрострањена у планинском региону. Јавља се на кречњачким пашњацима и ливадама, мочварама, али и рубове шума, а насељава и рудерална станишта.

## Биологија
Одрасле јединке врсте Zygaena viciae лете краја јуна до средине августа. Потпуно одрасле гусенице се налазе од краја маја до јуна. Гусенице се хране различитим биљкама из породице лептирњача - Fabaceae : Lathyrus pratensis, Vicia cracca, Lotus corniculatus, род Onobrychis, Trifolium medium, Trifolium montanum, а ретко биљкама из рода Medicago.

## Синоними
- Sphinx meliloti Esper, 1789
- Sphinx viciae Denis & Schiffermüller, 1775
- Zygaena apicalielongata Holik & Sheljuzhko, 1957
- Zygaena brunnea Dabrowski, 1965
- Zygaena brunnea Sterzl, 1921
- Zygaena cingulata Holik, 1943
- Zygaena meliloti (Esper, 1789)
- Zygaena pygmaea Dabrowski, 1965
- Zygaena pygmaeana Schnaider, 1950
- Zygaena totarubra Dziurzynski, 1914

## Подврсте
- Zygaena viciae viciae
- Zygaena viciae argyllensis Tremewan, 1967
- Zygaena viciae bosniensis Reiss, 1922
- Zygaena viciae charon Hübner, 1796
- Zygaena viciae dacica Burgeff, 1914
- Zygaena viciae ehnbergii Reuter, 1893
- Zygaena viciae fernandezi Gomez Bustillo & Fernandez-Rubio, 1976
- Zygaena viciae hulda Reiss & Reiss, 1972
- Zygaena viciae italica Caradja, 1895
- Zygaena viciae nigrescens Reiss, 1921
- Zygaena viciae nobilis Navas, 1924
- Zygaena viciae rhaetica Burgeff, 1926
- Zygaena viciae sicula Calberla, 1895
- Zygaena viciae silbernageli Reiss, 1943
- Zygaena viciae silenus Burgeff, 1926
- Zygaena viciae stentzii Freyer, 1839
- Zygaena viciae subglocknerica Reiss, 1943
- Zygaena viciae ytenensis Briggs, 1888